# Світловий фонтан (Лісабон)

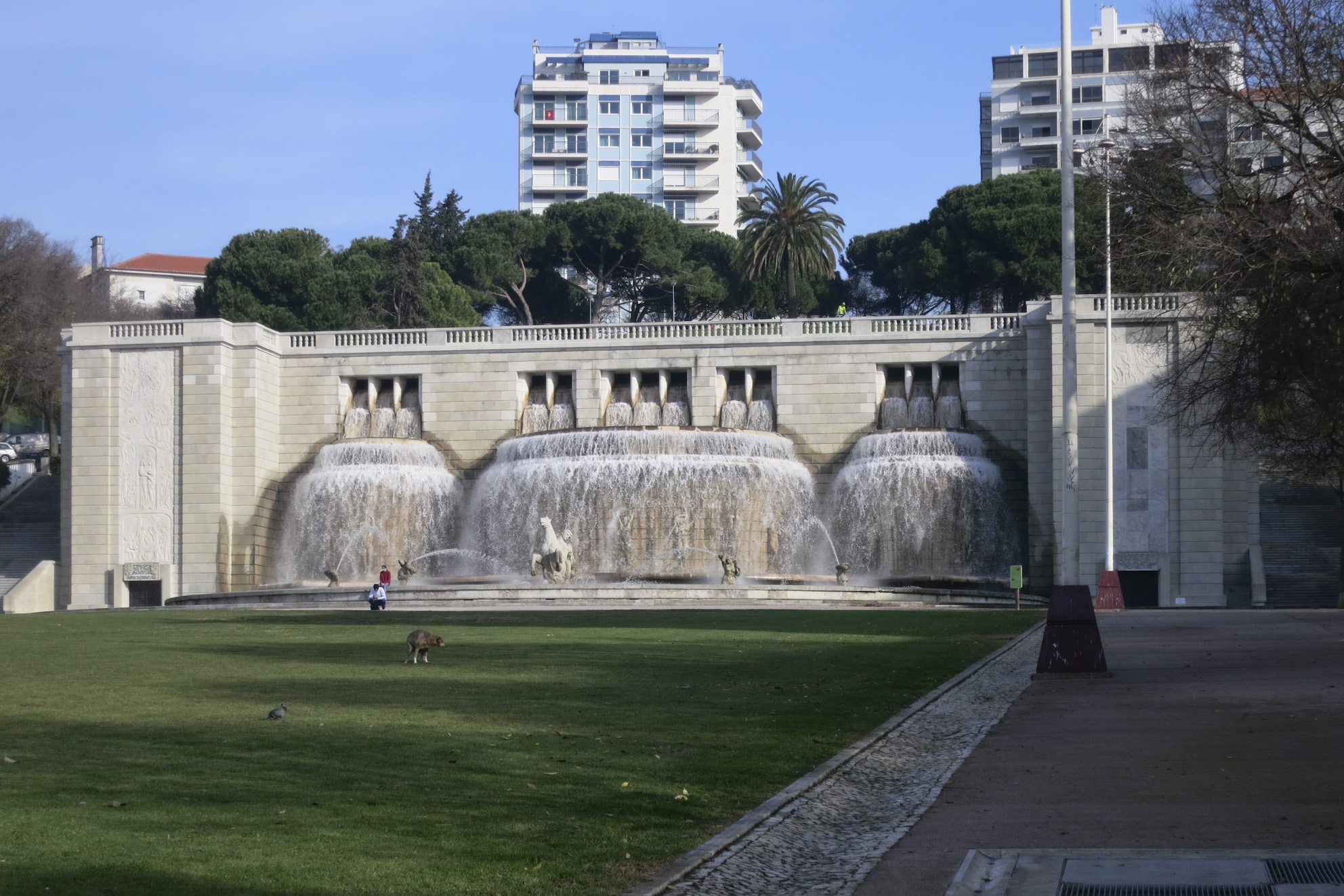
Монументальний фонтан (Світловий фонтан); Аламеда Д. Афоншу Енрікеш, Лісабон

Світловий фонтан, Монументальний фонтан, Фонте Луміноза (порт. Fonte Luminosa) — фонтан, що знаходиться в парку Alameda Dom Afonso Henriques, в Лісабоні. 

## Історія
Фонтан був побудований для відзначення регулярної подачі води у східну частину міста. Хоча його планували ще у 1938 році, відкрили лише 30 травня 1948 року. 
Проект братів Карлуш Ребеллу де Андраде та Гільєрме Ребеллу де Андраде. Збудований у м'якому португальському стилі, який домінував у 40-х роках. Скульптури виконані на Максиміану Алвеш (каріатиди) і Дієгу Маседу (річка Тахо і німфи - Tágides); Жорже Баррадаша (барельєфи). 
У перекладі з португальської Luminosa означає «що світиться, сяючий» (ж.р.), фонтан отримав цю назву через гру світла в струменях води. Поспостерігати за цим явищем можна кілька разів на день з 12:00 до 15:00 і з 18:00 до 23:00, в решту часу в цілях економії фонтан не працює (інформація чинна на 2020 рік).

## Галерея

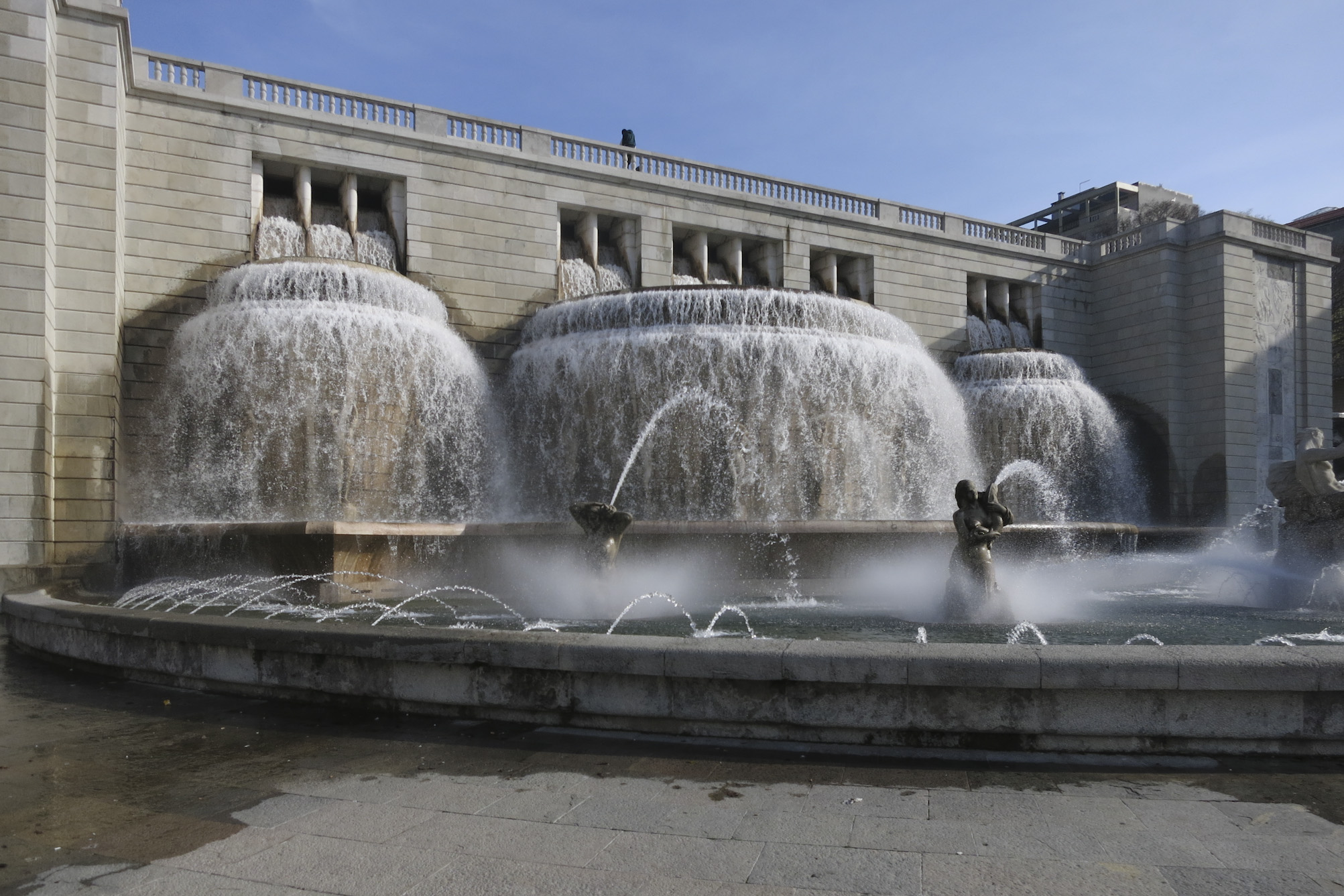
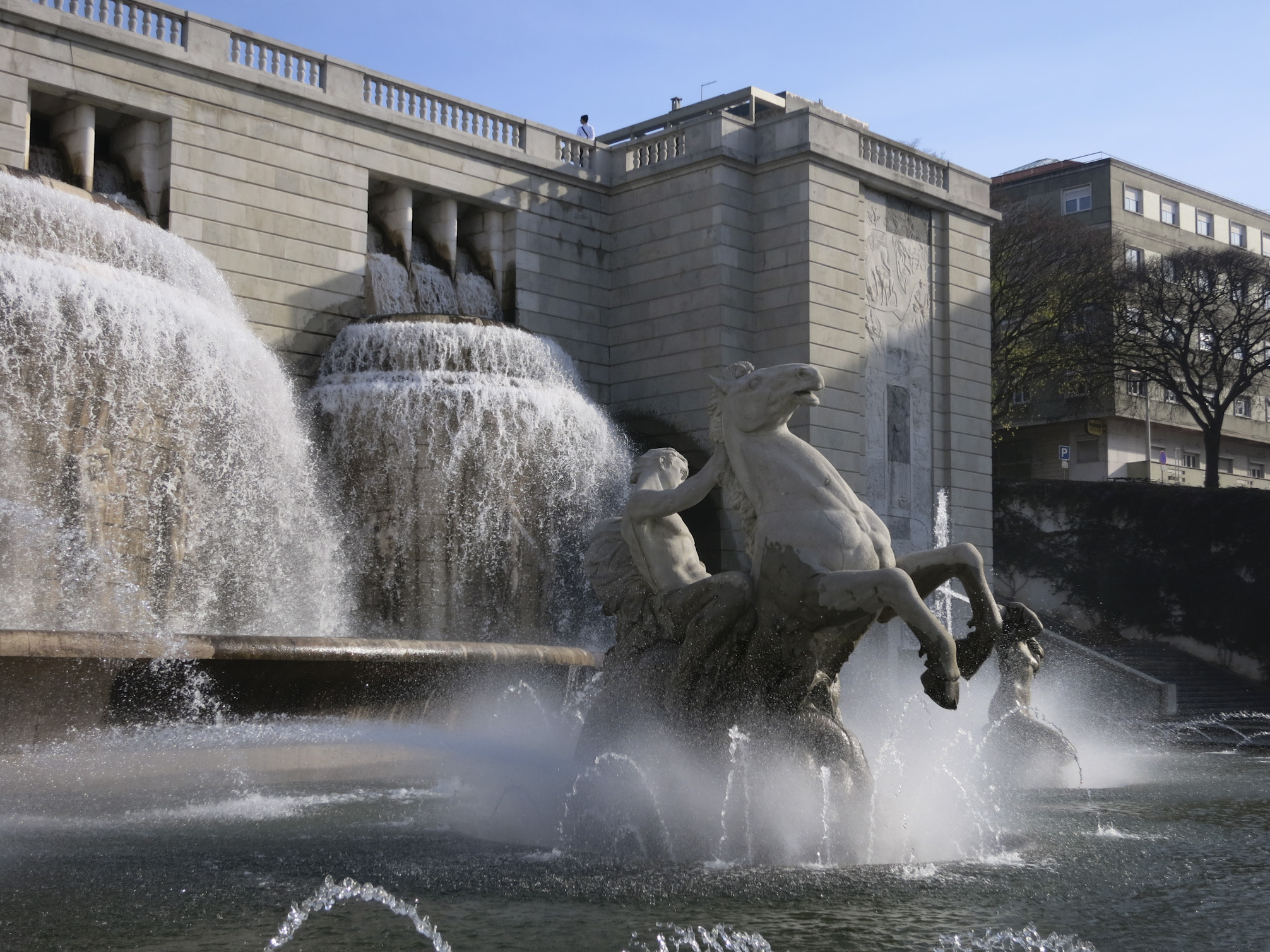
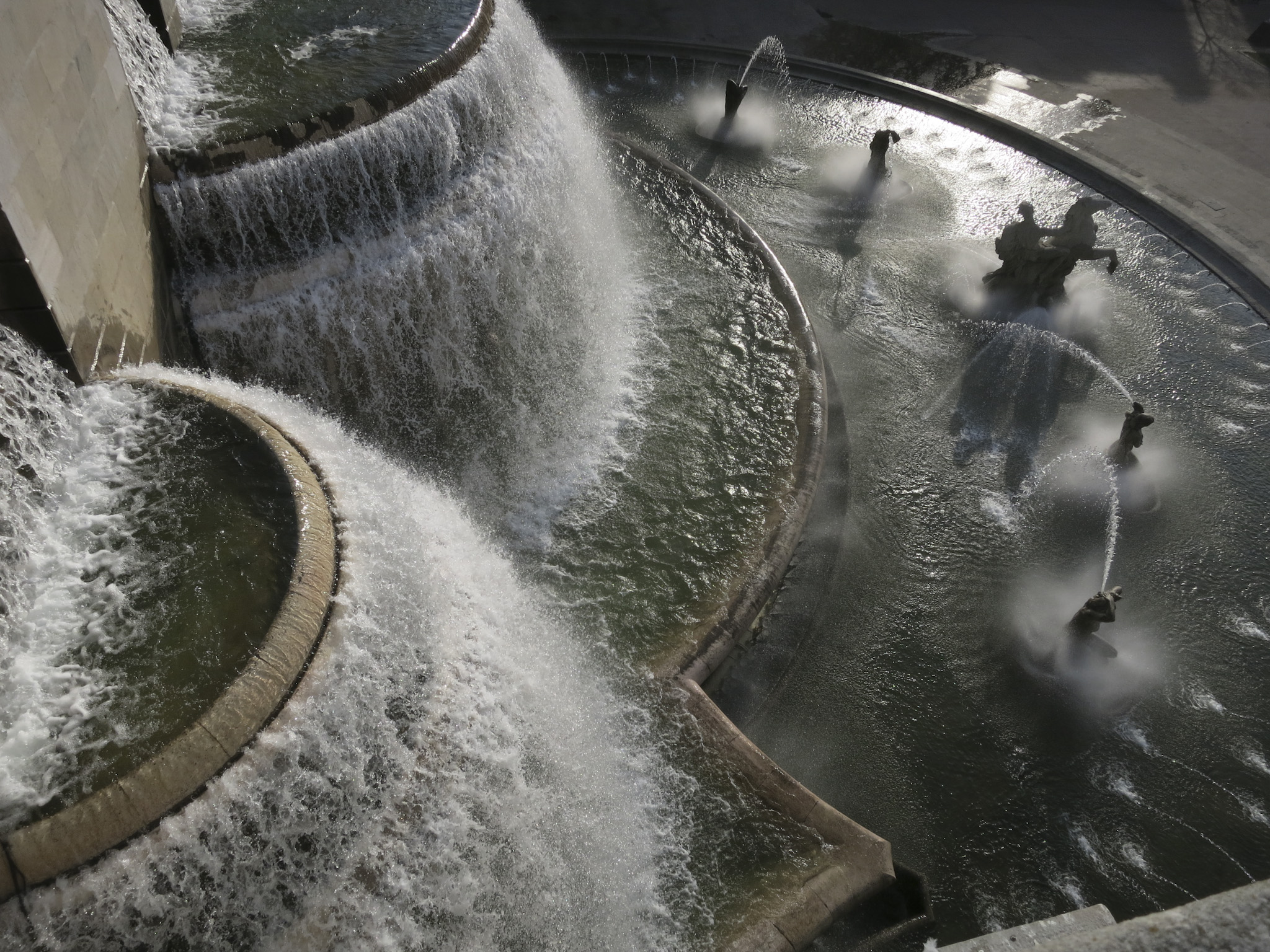